# HMS Endurance (A171)
El HMS Endurance (A171) fue un rompehielos de la Real Armada Británica (Royal Navy) construido en Noruega en el año 1990.
El HMS Endurance fue el segundo buque en llevar este nombre en la historia de la Real Armada del Reino Unido. El primero fue el Anita Dan, el cual fue rebautizado y sirvió como patrullero en la Antártida desde 1967 hasta 1991 cuando fue reemplazado por el actual Endurance. Fue reemplazado en 2011 por el HMS Protector.
Ambos HMS Endurance fueron nombrados así en honor al buque que en la expedición de Sir Ernest Shackleton a la Antártida de 1914-1915 quedó varado rodeado de hielo. El lema del buque es "Fortitudine Vinvimus" (Con Resistencia Conquistaremos), el mismo utilizado por el primer Endurance.

## El buque
La misión primordial de este buque fue el control del Territorio Antártico Británico y proporciona apoyo a la investigación británica en la Antártida.
El Endurance es capaz de viajar a través de hielo de hasta 0,9 m de espesor, a una velocidad media de 3 nudos, utilizando un sistema de navegación controlado por ordenador que dirige la hélice.
En 2005 el HMS Endurance participó en el desfile naval de Portsmouth en conmemoración del bicentenario de la batalla de Trafalgar, llevando consigo a la Reina Isabel II.

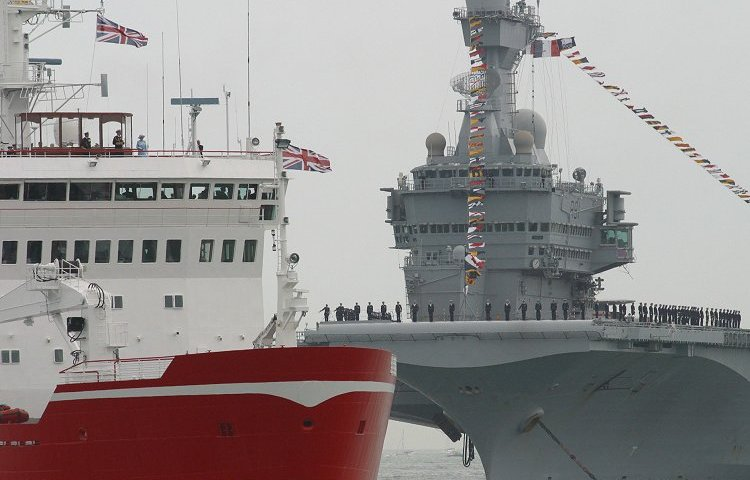
HMS Endurance de fondo el FS Charles de Gaulle en Portsmouth Revista Naval 2005).